# Steffen Bringmann
Pour les articles homonymes, voir Bringmann.

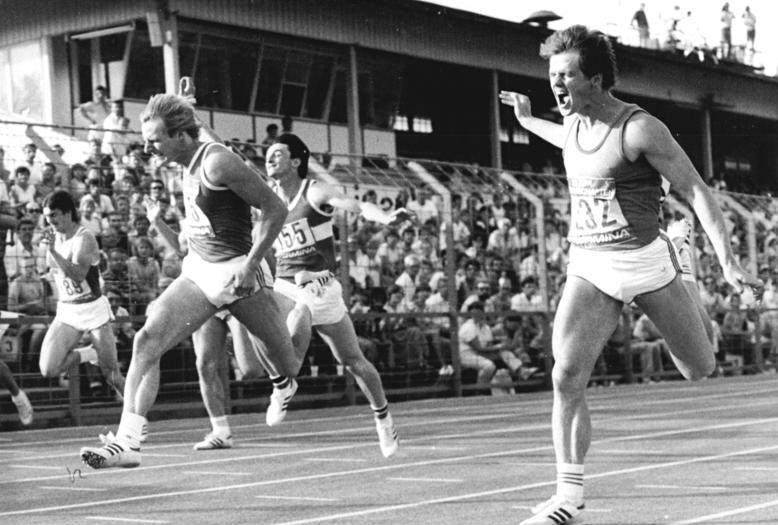
Steffen Bringmann (devant à gauche) au côté de Thomas Schröder (à droite) en 1986.

Steffen Bringmann, né le 11 mars 1964 à Leipzig, est un athlète est-allemand. Dans les années 1980, il connut le succès sur 100 et 200 m. Son plus grand succès est le gain de deux médailles d'argent aux championnats du monde d'athlétisme en salle de 1986, sur 100 m et en relais 4 × 100 m avec Frank Emmelmann, Olaf Prenzler et Thomas Schröder.

## Palmarès

### Championnats d'Europe d'athlétisme
- Championnats d'Europe d'athlétisme de 1986 à Stuttgart ( Allemagne de l'Ouest)
  -  Médaille d'argent sur 100 m
  -  Médaille d'argent en relais 4 × 100 m

### Championnats d'Europe d'athlétisme en salle
- Championnats d'Europe d'athlétisme en salle de 1986 à Madrid ( Espagne)
  -  Médaille d'argent sur 60 m

### Coupe du monde des nations d'athlétisme
- Coupe du monde des nations d'athlétisme de 1989 à Barcelone ( Espagne)
  - 4e au classement général avec la République démocratique allemande
  - 6e sur 200 m

### Championnats de République démocratique allemande
- -  Médaille d'or sur 100 m en 1987 et 1989

### Championnats d'Allemagne
- -  Médaille d'or sur 100 m en 1991 et 1992